# Sandover River
Der Sandover River ist ein Fluss im Zentrum des australischen Northern Territory.

## Geografie

### Flusslauf
Der Fluss entsteht am Zusammenfluss des Mueller Creek mit dem Waite Creek bei der Ortschaft Waite River nördlich der MacDonnell Ranges im Zentrum des Northern Territory. Er fließt von dort nach Nordosten, wo er bei der Siedlung Angadargada in der Wüste versickert. In nassen Jahren läuft sein Wasser in den Woodroffe River über.
Seinem Lauf folgt der Sandover Highway.

### Nebenflüsse mit Mündungshöhen
Er hat folgende Nebenflüsse:
- Mueller Creek – 534 m
- Waite Creek – 534 m
- Athinna Creek – 510 m
- Bundey River – 358 m
- Arganara Creek – 354 m
- Centre Creek – 351 m
- Bullock Creek – 348 m

### Durchflossene Seen
Der Sandover River durchfließt ein Wasserloch, das meist auch dann mit Wasser gefüllt ist, wenn der Fluss selbst trocken liegt:
- Junction Waterhole – 361 m

## Hydrologie
Der Sandover River führt nicht ganzjährig Wasser; vielmehr ist er die meiste Zeit des Jahres trocken. Nur wenn der Nordmonsun sich unüblich weit nach Süden ausdehnt, findet sich Wasser im Fluss. Die mittleren jährlichen Regenfälle in seinem Basin betragen 275 mm, schwanken aber in einem großen Bereich: In trockenen Jahren, wie 1928, können sie bis auf 50 mm/Jahr zurückgehen, in nassen Jahren, wie 1974, 2000 oder 2001, können sie bis zu 760 mm/Jahr betragen. Der größte Teil dieses Regens fällt im Sommer; zwischen Dezember und März haben die monatlichen Regenmengen schon oft die mittleren jährlichen Regenmengen überstiegen. In sehr nassen Jahren, wie 1920–1921, 1973–1977 und 1999–2001 können die Wasser des Sandover River die ca. 50 km zum Woodroffe River überwinden, der bei Urandangie in den Georgina River mündet und sie so bis zum Lake Eyre leitet.